# Književnost u 1639.
◄◄ | ◄ | 1636. | 1637. | 1638. | 1639.  | 1640. | 1641. | 1642. | ► | ►►
Arhitektura • Astronomija • Glazba • Kazalište • Kiparstvo • Knjige • Književnost • Kršćanstvo • Medicina • Politika • Pravo • Promet • Slikarstvo • Znanost
Književnost u 1639.

## Svijet

### Rođenja
- Jean Racine

## Vanjske poveznice
|  | Zajednički poslužitelj ima još gradiva o temi Književnost u 1639. |